# علولو
علولو هي قرية في مقاطعة كليبر، إيران. عدد سكان هذه القرية هو 516 في سنة 2006.